# Königreich Montenegro
Das Königreich Montenegro (serbisch Краљевина Црна Гора Kraljevina Crna Gora) war eine de jure konstitutionelle, de facto absolutistische Monarchie in Südosteuropa. Es bestand vom 28. August 1910 bis zum 28. November 1918. Die Hauptstadt war Cetinje, die Währung der Montenegrinische Perper.

## Geschichte
Das Königreich entstand aus dem Fürstentum Montenegro, das am 28. August 1910 von Fürst Nikola zum Königreich erhoben wurde.
Die Balkankriege von 1912 bis 1913 lösten die erste Krise unter Nikolas Herrschaft aus. Montenegro bekam weitere Gebiete durch die Aufteilung des Sandschaks Novi Pazar am 30. Mai 1913 zwischen Serbien und Montenegro. Darüber hinaus wurde Shkodra dem neuen Albanien zugeschlagen, obwohl Montenegro 10.000 Soldaten bei der Einnahme der Stadt geopfert hatte. Um 1914 zählte der Kleinstaat etwa 500.000 Einwohner.

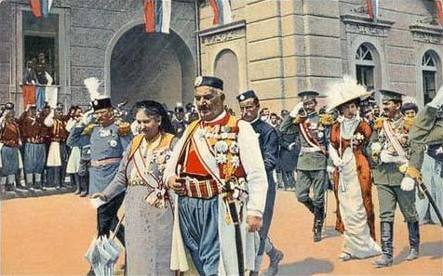
Die Feierlichkeiten zur Proklamation des Königreiches Montenegro und der Krönung Nikolas am 28. August 1910 in Cetinje

Während des Ersten Weltkrieges war Montenegro an der Seite Serbiens mit der Triple Entente verbündet. Vom 15. Januar 1916 bis zum Oktober 1918 wurde Montenegro von Österreich-Ungarn besetzt (siehe Österreichisch-Ungarische Besetzung Montenegros 1916–1918). Am 20. Juli 1917, als die Deklaration von Korfu unterzeichnet wurde, erklärte die montenegrinische Exilregierung die Vereinigung mit Serbien zum Königreich der Serben, Kroaten und Slowenen. König Nikola unterstützte die Vereinigung zu einem großen Staat für alle Serben, geriet jedoch in Konflikt mit Serbiens König Alexander I. Nikola und Alexander konnten sich bei der Regierungsfrage nicht einigen und Nikola wurde schließlich entthront und ins italienische Exil geschickt.
Am 28. November 1918 vereinigte sich das Königreich mit Serbien und Teilen von Österreich-Ungarn zum Königreich der Serben, Kroaten und Slowenen.
Seit dem Auseinanderbrechen des serbisch-montenegrinischen Bundesstaates 2006 ist die Republik Montenegro wieder ein unabhängiger Staat.

## König
- Nikola (1910–1918)

### Thronprätendent
- Nikola (1918–1921)
- Danilo von Montenegro (1921)
- Michael von Montenegro (1921–1986)
- Nikola  von Montenegro (seit 1986)
- Boris von Montenegro

## Premierminister
- Lazar Tomanovic (1910–1912)
- Mitar Martinovic (1912–1913)
- Janko Vukotic (1913–1915)
- Milo Matanovic (1915–1916)

### Premierminister im Exil
- Lazar Mijušković (1916)
- Andrija Radovic (1916–1917)
- Milo Matanovic (1917)
- Evgenije Popovic (1917–1919)
- Jovan Plamenac (1919–1921)
- Anto Gvozdenovic (1921–1922)
- Milutin Vucinic (1922)
- Anto Gvozdenovic (1922)